# Campionats regionals portuguesos de futbol
Abans del primer campionat de Portugal es disputaren a Portugal campionats de futbol a nivell regional. Els més importants foren els de Lisboa i Porto, que comptaven amb els millors equips. Els campionats foren els següents:
| - Lisboa (1907-1947) - Portalegre (1912-1947) - Évora (1913-1947) - Porto (1914-1947) - Faro (1915-1947) - Funchal (1917-1973) - Braga (1923-1947) |  | - Coimbra (1923-1947) - Viana do Castelo (1924-1943) - Aveiro (1925-1947) - Beja (1925-1947) - Santarem (1925-1947) - Vila Real (1926-1947) - Viseu (1927-1947) |  | - Setúbal (1928-1947) - Leiria (1930-1947) - Horta (1931-1973) - Castelo Branco (1937-1947) - Guarda (1947) |  |  |

A més es disputaren diversos tornejos entre clubs de diferents regions. Aquests foren:
- Taça D. Carlos I[2]
  - 1894: F.C. Lisbonense
- Taça José Monteiro da Costa (organitzada pel FC Porto com a campionat del nord de Portugal)[1][3]
  - 1911: FC Porto
  - 1912: FC Porto
  - 1913: Académica de Coimbra
  - 1914: FC Porto
  - 1915: FC Porto
  - 1916: FC Porto
- Taça de Portugal (organitzada pel club S.C. Império)[2]
  - 1912: SL Benfica
  - 1913: SL Benfica
  - 1918: SL Benfica
- Jogos Olímpicos Nacionais[2]
  - 1910: SL Benfica
  - 1911: Club Internacional de Foot-Ball
  - 1912: SL Benfica
  - 1913: SL Benfica